# Philippe Villiers de l'Isle Adam
Philippe de Villiers de l'Isle Adam (Beauvais, 1464 - Malta, 21 augustus 1534) was vanaf 1521 tot aan zijn dood de 44ste grootmeester van de Orde van Sint-Jan van Jeruzalem. Hij volgde in 1512 Fabrizio del Carretto op.

## Biografie
Toen De l'Isle Adam in 1521 benoemd werd tot grootmeester was hij al enkele jaren grootprior van de Langue van Auvergne.
Amper een jaar na zijn aantreden verscheen er een grote Ottomaanse vloot voor Rhodos en begon het beleg. De l'Isle Adam voerde zo'n 600 ridders en 4500 soldaten aan tijdens de strijd. Ze hielden het zes maanden uit tegen een Turks leger van zo'n 200.000 man. Op nieuwjaarsdag werd er onderhandeld over overgave. Süleyman I liet alle ridders het eiland verlaten, een beslissing waar hij jaren later spijt van zou krijgen.
Daarna leidde hij de Orde verschillende jaren zonder een vaste woonplaats te hebben. Ze verbleef achtereenvolgens te Iraklion, Messina, Viterbo en ten slotte in Nice (1527-1529). In 1530 verkreeg De l'Isle Adam namens de Orde de eilanden Gozo en Malta en de Noord-Afrikaanse stad Tripoli van keizer Karel V. De Orde stichtte hier een nieuwe basis vanwaaruit zij de strijd voortzetten.
Philippe de Villiers de l'Isle Adam werd opgevolgd door Piero de Ponte.

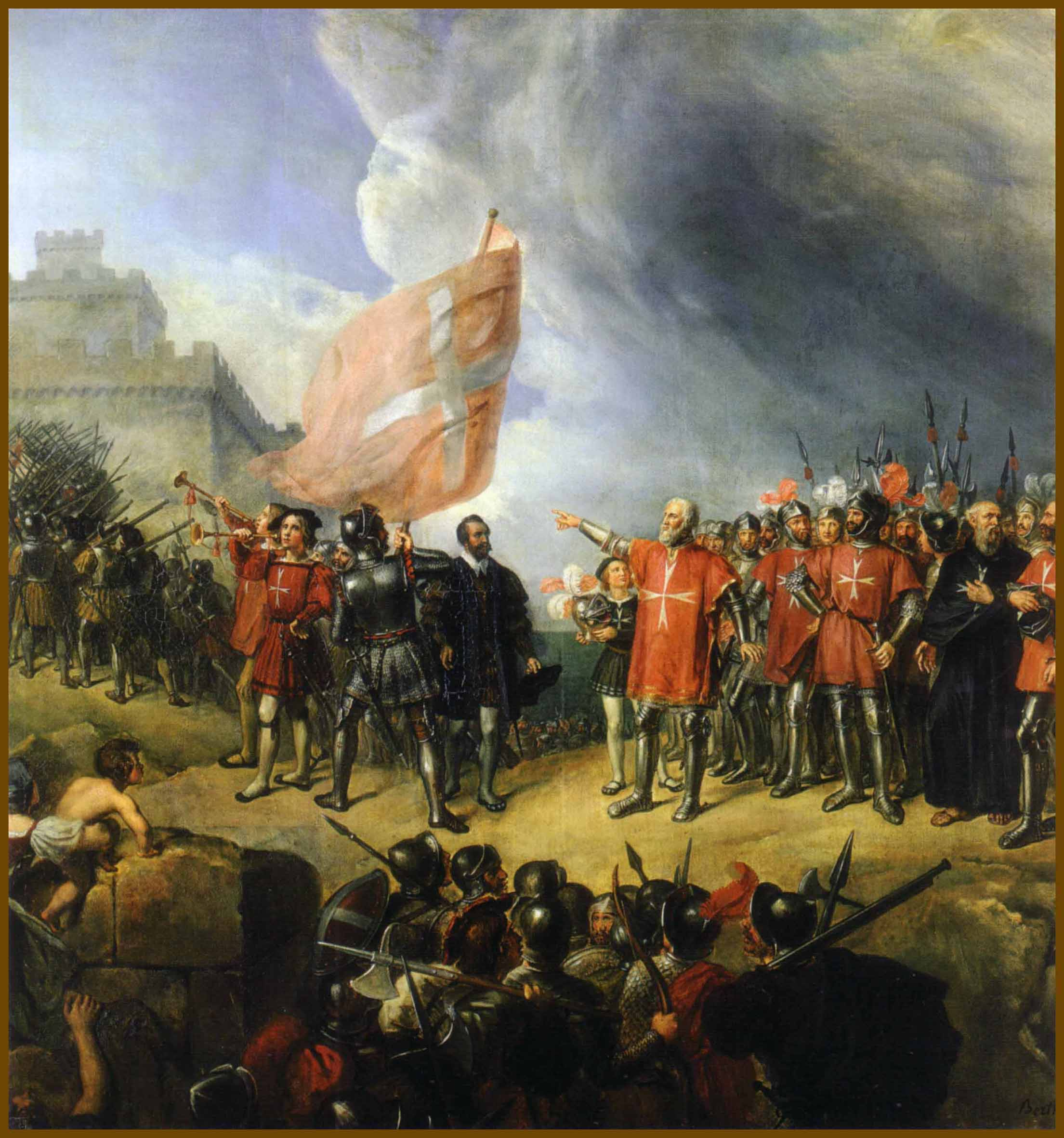
De opeising van Malta in 1530 door Philippe Villiers de l'Isle-Adam